# Olios mygalinus
Olios mygalinus är en spindelart som beskrevs av Carl Ludwig Doleschall 1857. Olios mygalinus ingår i släktet Olios och familjen jättekrabbspindlar.

## Underarter
Arten delas in i följande underarter:
- O. m. cinctipes
- O. m. nigripalpis